# کرپن (راینلاند-فالتس)
کرپن (به آلمانی: Kerpen) یک شهر در آلمان است که در فولکانایفل واقع شده‌است. کرپن ۴۲۶ نفر جمعیت دارد.